# Ercole alla conquista di Atlantide

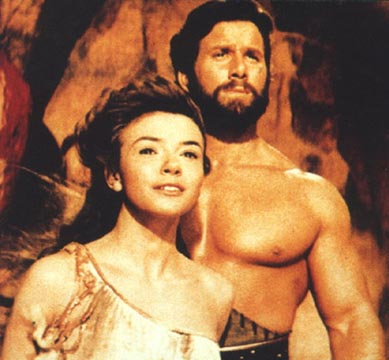
Reg Park i Laura Efrikian w kadrze z filmu.

Ercole alla conquista di Atlantide (tytuł międzynar. Hercules and the Conquest of Atlantis) – włosko-francuski film fabularny z 1961 roku, napisany przez Vittoria Cottafaviego, Pierre’a Benoit, Sandra Continenzę, Duccia Tessariego i Nicola Ferrariego oraz wyreżyserowany przez Cottafaviego. Opowiada historię Herkulesa, greckiego herosa, który stawia czoła bezwzględnej królowej Atlantydy, pragnącej podbić świat. W rolach przodujących wystąpili w nim mistrz świata w kulturystyce Reg Park, Fay Spain i Ettore Manni. Jeszcze w 1961 wydano kolejny film o Herkulesie z udziałem Parka: Ercole al centro della terra.
Światowa premiera filmu odbyła się we Włoszech dnia 19 sierpnia 1961. Na przestrzeni 1962 roku obraz prezentowany był w kinach europejskich, a w kwietniu 1963 miał swoją premierę na terenie Stanów Zjednoczonych.

## Fabuła
Muskularny półbóg Herkules, najsilniejszy człowiek w Grecji, wyrusza w niebezpieczną wyprawę. Po pokonaniu Proteusza, potwora, któremu składane są ofiary z ludzi, trafia do Atlantydy. Tam dowiaduje się, że królowa wyspy, Antinea, snuje plany podboju świata.

## Obsada
- Reg Park − Herkules
- Fay Spain − Antinea, królowa Atlantydy
- Ettore Manni − Androkles, król Teb
- Luciano Marin − Hyllos
- Laura Efrikian − Ismena
- Ivo Garrani − król Megalii
- Gian Maria Volonté − król Sparty

## Produkcja
| „Po tym jak władzę [na włoskim rynku filmowym] przejęła Galatea Nello Santiego, po zrobieniu Herkulesa i królowej Lidii powiedziała »dość z Herkulesem«nie rozumiejąc, że dzięki Herkulesowi nie musieli pracować jeszcze dziesięć lat.”– Mario Bava |

Sukces Herkulesa i królowej Lidii (1959) uczynił Galatea Film jedną z czołowych włoskich wytwórni filmowych. Jednak przewodniczący Galatea Film, Lionello Santi zdecydował zrezygnować z filmów o antycznym herosie Heraklesie/Herkulesie chcąc skupić na bardziej ambitnych produkcjach. Prawa do filmów o Herkulesie sprzedane zostały SpA Cinematografica założonej przez Giovanniego Battistę Montiniego, późniejszego papieża Pawła VI.
Amerykański kulturysta Steve Reeves grający Herkulesa w poprzednich filmach Galatea Film był chętny do zagrania w kolejnym, jednak nowy producent – Achille Piazzi na stanowisko reżysera wybrał Vittoria Cottafaviego. Reeves chciał, by reżyserem był Pietro Francisci jak to było w przypadku Herkulesa (1958) i Herkulesa i królowej Lidii. W wyniku braku przekonania Reeves zrezygnował z roli obierając potem inne wybory aktorskie uniezależnione od warunków fizycznych.
Wobec tego rolę Herkulesa przejął angielski kulturysta Reg Park, po tym jak Mark Forest, inny amerykański kulturysta grający herosa w filmie La Vendetta di Ercole (1960) nie był w stanie porozumieć z Cottafavim.

## Tytuły
Film znany jest pod licznymi, regionalnymi tytułami. Jego międzynarodowy tytuł brzmi Hercules and the Conquest of Atlantis, choć widzom znane są także wariacje: Hercules and the Haunted Women oraz przede wszystkim Hercules and the Captive Women. W Wielkiej Brytanii nadano filmowi tytuł Hercules Conquers Atlantis.

## Odbiór
Odbiór filmu przez krytyków był mieszany, lecz skłaniał się ku negatywnemu. W recenzji dla serwisu playbackstl.com Sarah Boslaugh określiła projekt jako sztampowy, pisząc, że widz odnajdzie w nim „wszystkie elementy niezbędne dla nakręcenia kina peplum: przystojnego kulturystę (Reg Park), króciutkie tuniki, durną fabułę przesyconą wymyślnymi odniesieniami mitologicznymi, wątpliwej jakości efekty specjalne, niezamierzony humor”. Rob Thomas (Capital Times) chwalił film za „głupkowatość”.

## Wpływ na popkulturę
We wrześniu 1992 roku nawiązano do filmu w odcinku programu komediowego Mystery Science Theater 3000, nadawanego przez telewizję Comedy Central.